# Деиндивидуализация
Деиндивидуализация — социально-психологический феномен, означающий утрату собственного Я, самосознания, из-за чего человек становится более восприимчивым к нормам толпы. Возникает в групповых ситуациях, которые гарантируют анонимность и не концентрируют внимание на отдельном человеке. Термин введён Леоном Фестингером, Альбертом Пепиоуном и Теодором Ньюкомом в 1952 году.

## История развития понятия
Впервые об изменении поведения человека под влиянием толпы говорил французский социолог Г. Лебон. Он считал, что всякое скопление людей является «массой», основной особенностью которой является утрата способности к наблюдению.
В толпе происходит:
- обезличивание (что приводит к господству импульсивных, инстинктивных реакций),
- резкое преобладание роли чувств над интеллектом (что приводит к подверженности различным влияниям),
- утрата интеллекта (что приводит к отказу от логики),
- утрата личной ответственности (что приводит к отсутствию контроля над страстями).[2]

Объяснение поведения на уровне «масс» вдохновило и других авторов. Его идеи развивали З. Фрейд, Г. Блюмер и Г. Олпорт, а в 1952 году, Л. Фестингер, А. Пепиоун и Т. Ньюком ввели термин «деиндивидуализация», чтобы описать ситуацию, при которой люди внутри группы не рассматриваются как личности. По мнению авторов, фокус внимания направляется на саму группу, при этом сами её члены остаются вне фокуса, в том числе и их моральные качества. Поэтому деиндивидуализация способствует вовлечению человека в противоправные и антисоциальные действия, которое обычно сдерживается моральными запретами и нормами.
В качестве альтернативы, Р. Зиллер утверждал, что члены групп подвержены деиндивидуализации в более конкретных ситуационных условиях. Например, люди со временем начинают связывать индивидуализацию с ситуациями вознаграждения, а деиндивидуализацию — с ситуациями наказания. Человек научается ожидать вознаграждений за хорошее поведение, поэтому чувствует ответственность за свои поступки. Однако, когда он осознаёт высокую вероятность наказания, у него будет возникать тенденция скрыться или разделить ответственность между членами группы путём ухода на второй план.
В свою очередь, Зимбардо предложил, что могут иметь место и другие факторы, влияющие на деиндивидуализацию, помимо фокусировки на группе или желания избежать отрицательной оценки моральной ответственности. Такими факторами являются анонимность, размер группы, уровень эмоционального возбуждения, новизна и неопределённость ситуации, изменённая временная перспектива (например, вследствие употребления наркотиков и алкоголя), степень вовлечения в групп. деятельность и т. д. Вследствие этого, человек теряет когнитивный контроль над эмоциями и мотивациями и опирается на внешние стимулы.
Далее, Дайнер предпринял попытку связать понятие деиндивидуализации с самосознанием. Люди со сниженным уровнем самосознания неспособны осуществлять текущий контроль и анализ своего поведения и, как следствие, извлекать соответствующие ситуации нормы поведения из долговременной памяти.

## Причины
Все случаи деиндивидуализации связаны с нахождением индивида в группе. То есть группы сами «провоцируют» индивида на совершение нестандартных действий, так как порождают в человеке чувство вовлечённости и возбуждения. Ярким примером является поведение человека на концерте рок-музыки. Но сами группы являются не единственным источником деперсонализации. Также могут влиять:

#### 1. Численность группы
В результате независимых экспериментов Манна и Маллена была выявлена зависимость: чем более многочисленна группа, тем заметнее снижения уровня самосознания и повышение готовности совершать противоправные действия. В этом случае происходит склонность участников приписывать своё поведение ситуации, нежели себе.

#### 2. Физическая анонимность
В одном из экспериментов Зимбардо была осуществлена проверка того, действительно ли анонимность способствует вседозволенности. Для этого он одевал женщин в одинаковые белые балахоны с капюшонами. Затем он просил нанести удар током другой женщине путём нажатия на кнопку. Женщины в балахонах держали палец на кнопке дольше, чем женщины, у которых на шее висела табличка с именем.
Исследование Зимбардо — одно из многочисленных исследований по данной тематике. Однако, метаанализ 60 исследований деиндивидуализации показывет, что человек начинает меньше сознавать себя и больше — группу. Более того, человек становится более чувствительным к признакам ситуации.

#### 3. Возбуждающие и отвлекающие действия
Как правило, агрессивному поведению предшествует ситуация, в которой агрессия могла проявиться, но в небольшой мере. Например, это могут быть крики, хлопанье в ладоши и т. д. Эксперимент Динера показал, что совместные действия членов группы становятся предпосылками к более масштабным действиям. Это может быть объяснено тем, что людям нравится наблюдать за окружающими, занимающимися тем же самым, что и они. Кроме того, импульсивные действия приковывают внимание.

#### 4. Ослабленное самосознание
Коллективный опыт ослабляет не только самосознание, но и связь между поведением и установками человека. Результаты экспериментов Динера, Прентис-Данна и Роджерса показывают, что деиндивидуализированные люди менее сдержанные, более склонные к необдуманным действиям. Также, экспериментально доказано, что самосознание противоположно деиндивидуализации. Люди с повышенным уровнем самосознания, находившиеся перед зеркалом или камерой демонстрировали усиленный самоконтроль. Например, пробуя различные сыры, люди выбирали наименее жирный, находясь у зеркала.

## Известные примеры
- В 1967 году студент Университета штата Оклахома грозился покончить жизнь самоубийством, спрыгнув с башни. Толпа, состоявшая из 200 студентов, скандировала «Прыгай!», после чего молодой человек спрыгнул и разбился насмерть.[1]

- В 1991 году свидетель снял на камеру, как четыре полицейских избивают безоружного Р. Кинга. В то время, как он получал жестокие побои рядом находились 23 полицейских, которые наблюдали за расправой, не предпринимая никаких действий. Данный случай развернул ряд дискуссий о причинах подобного поведения в толпе.[1]